# Birmese schubbuikspecht
De Birmese schubbuikspecht (Picus viridanus) is een vogelsoort uit het geslacht Picus van de familie van de spechten (de Picidae).

## Beschrijving
De Birmese schubbuikspecht is een typische vertegenwoordiger van het geslacht Picus en hij is vergelijkbaar met zijn verwanten in Europa qua gedrag en morfologie. Het is een middelgrote specht met een lange, stijve staart. De totale lengte ligt tussen de 30 en 33 cm, het gewicht varieert tussen 90 en 120 g. Daarmee heeft de Birmese schubbuikspecht zo ongeveer de grootte van een groene specht, hij is echter veel lichter. De soort vertoont een duidelijk seksueel dimorfisme qua kleur, de vrouwtjes hebben een iets kortere snavel dan de mannetjes.
Bij de mannetjes is de rug, met inbegrip van de schouderveren, brons-groen. De stuit is dofgroen en de bovenste staartveren zijn olijfgroen. De vleugeldekveren zijn donker bronsgroen en donkerder dan de rug. De vleugels zijn zwartbruin. De staart is zwartachtig en de meeste staartveren vertonen onduidelijke bruine strepen. Het verenkleed op de borst en de buik is dan weer olijfgroen, maar wordt witter, of meer beige, naar de buik toe.
Bij het mannetje zijn de kop en de kruin rood. De randen van het rood worden begrensd door zwarte lijnen. Rond het oog is er een zeer smalle witte lijn. De oorstreek en wangen zijn vuilwit tot grijsachtig. De zijkanten van de hals en de nek zijn groen met de een metaalglans (brons). Kin en keel zijn lichtbruin. De snavel is vuilgeel. Bij de vrouwtjes ontbreekt het rood op de kop.

## Verspreiding en habitat
Deze middelgrote spechtensoort komt in een relatief klein gebied in Zuid-Azië (van Myanmar tot het midden van het Maleisische Schiereiland) voor en bewoont een breed scala van biotopen. Van subtropische en tropische laaglandbossen naar altijd groenblijvende regenwouden en mangrovebossen. Er is niet veel over de leefwijze bekend, behalve dat hij vooral op de bosbodem leeft en daar tussen de met mos begroeide boomstammen en rotsen op zoek gaat naar zijn voedsel (waarschijnlijk mieren).

## Status
De Birmese schubbuikspecht heeft geen klein verspreidingsgebied en daardoor alleen is de kans op uitsterven gering. De grootte van de populatie is niet gekwantificeerd, maar hij gaat in aantal achteruit door ontbossingen. Echter, het tempo ligt onder de 30% in tien jaar (minder dan 3,5% per jaar). Om deze redenen staat deze soort specht als niet bedreigd op de Rode Lijst van de IUCN.
Japanse groene specht (P. awokera) ·
grijskopspecht (P. canus) ·
kleine geelkuifspecht (P. chlorolophus) ·
Sumatraanse grijskopspecht (P. dedemi) ·
zwartkopspecht (P. erythropygius) ·
vuurvleugelspecht (P. puniceus) ·
roodkraagspecht (P. rabieri) ·
Iberische groene specht (P. sharpei) ·
geschubde groene specht (P. squamatus) ·
Levaillants specht (P. vaillantii) ·
Birmese schubbuikspecht (P. viridanus) ·
groene specht (P. viridis) ·
grote schubbuikspecht (P. vittatus) ·
kleine schubbuikspecht (P. xanthopygaeus)